# Senyal de deflexió

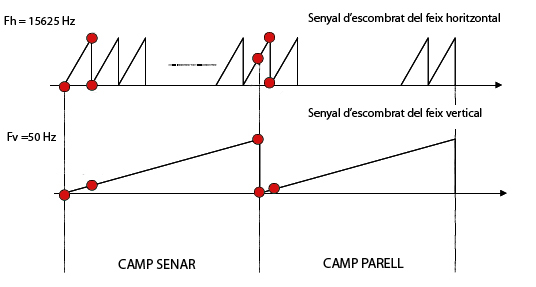
Senyals controladors de les bobines deflectores

Els senyals de deflexió són els que s'apliquen a les bobines de deflexió del feix del tub de raigs catòdics. L'amplitud d'aquests senyals varia entre uns valors màxims i mínims corresponents als corrents que s'han d'aplicar a les bobines de desviació per posicionar el feix als extrems de la pantalla. Exactament, l'amplitud ha de variar de manera que el senyal d'escombrat horitzontal ha de produir un canvi de nivell des del seu valor mínim al màxim cada cop que hi ha un salt de línia. I el senyal d'escombrat vertical ha de variar linealment del seu valor màxim al mínim durant l'exploració de camp i reinicialitzar-se al seu valor màxim cada cop que comença un nou camp.